# Euxesta juncta
Euxesta juncta är en tvåvingeart som beskrevs av Daniel William Coquillett 1904.
Euxesta juncta ingår i släktet Euxesta och familjen fläckflugor. Inga underarter finns listade.